# MP-443 Grach
La MP-443 Grach (en ruso: МП-443 Грач, tdl. ‘grajo’) o "PYa", abreviatura de "Pistolet Yarygina" ("Pistola Yarygin"), siguiendo la nomenclatura tradicional rusa (en ruso: Пистолет Ярыгина), es actualmente la pistola estándar de dotación en las Fuerzas Armadas de Rusia.
El desarrollo estuvo liderado por el diseñador Vladimir Alexandrovich Yarygin. Fue creada bajo la designación "Graja" tras las pruebas militares rusas iniciadas en 1993. En 2003, fue adoptada como arma de servicio estándar para todas las ramas de las Fuerzas Armadas y los cuerpos de seguridad rusos, junto con la Makarov PM, la GSh-18 y la SPS.

## Detalles del diseño
La PYa es una pistola semiautomática de alta capacidad, doble acción y acción de retroceso corto. El sistema de bloqueo del cañón y la corredera utiliza un diseño simplificado Colt-Browning, similar al de muchas pistolas modernas (como las familias SIG Sauer y Glock). El extremo posterior del cañón tiene forma rectangular, en lugar de redondeada, y encaja en ranuras de bloqueo correspondientes dentro de la corredera, cerca de la abertura de eyección. La palanca del retén de la corredera puede montarse en ambos lados del arma para adaptarse tanto a usuarios zurdos como diestros. Asimismo, el seguro es ambidiestro, con pestillos en ambos lados del arma que se manipulan con el pulgar. Este seguro está montado en el armazón, debajo de las ranuras traseras de la corredera y directamente detrás de la palanca del retén de la corredera. El martillo está parcialmente oculto en los laterales para evitar que se enganche con la ropa o el equipo. El botón de liberación del cargador se encuentra en la base del guardamonte del lado izquierdo, donde puede ser manipulado con el pulgar (para usuarios diestros) o con el índice o el dedo medio (para usuarios zurdos).
El punto de mira frontal es una pieza fija integrada en la corredera y no es ajustable. La mira trasera es ajustable lateralmente (mediante un sistema de cola de milano), pero requiere el uso de una herramienta. Ambas miras cuentan con elementos de contraste blancos para facilitar la puntería en condiciones de poca luz. La capacidad estándar del cargador es de 17 cartuchos, alimentados desde un cargador de doble columna y alimentación en dos posiciones. A partir de 2004, se produjeron cargadores con capacidad para 18 cartuchos.
Aunque las cachas de la pistola están hechas de polímero, la mayor parte del arma está fabricada en metal (acero inoxidable para el cañón y acero al carbono para el armazón y la corredera).
Está diseñada para disparar el cartucho 9×19 mm 7N21, una variante rusa del popular cartucho de pistola 9 mm OTAN, que es ampliamente equivalente a las cargas estándar de la OTAN y se carga a especificaciones de presión comparables. El 7N21 cuenta con una bala semiperforante con núcleo de acero templado.El arma también puede utilizar cartuchos estándar de 9×19 mm Parabellum/9 mm Luger/9×19 mm OTAN, incluidos los de uso civil, como las balas expansivas para fuerzas del orden (aunque en armas militares solo se permiten balas encamisadas).

## Adopción en Rusia
En 2008, el arma se suministraba únicamente en cantidades limitadas a unidades seleccionadas de fuerzas especiales, presumiblemente en el Cáucaso del Norte.
En octubre de 2008, el ministro del Interior de Rusia Rashid Nurgaliyev planeó equipar a más policías rusos con pistolas PYa. Sin embargo, debido a problemas financieros y a la abundancia de pistolas Makarov en Rusia, la Makarov siguió siendo el arma de servicio principal para la policía en el país.
La producción en masa comenzó en 2011. En 2012, los oficiales del Distrito Militar Occidental recibieron estas armas. En 2015, los exploradores del complejo de inteligencia del Distrito Militar Central, estacionados en Siberia, completaron la transición al uso de pistolas Yarygin.
Las entregas masivas de pistolas PYa a las Fuerzas Armadas de Rusia comenzaron en 2012. Para principios de 2016, se habían suministrado varios miles de estas pistolas y los oficiales se encontraban entrenándose en el manejo de las nuevas armas. Sin embargo, la pistola PM no fue retirada del servicio en ese momento. Se esperaba que fuera reemplazada completamente por las pistolas PYa para el año 2019.

## Variantes
- MP-446 Viking:  Versión para el mercado civil, que tiene una capacidad de cargador de 17[8] o 18 cartuchos.[9] Esta pistola es idéntica al modelo militar, salvo que no está diseñada para disparar municiones de alta potencia como las +P y +P+, incluido el cartucho 9×19 mm 7N21. También están disponibles cargadores con capacidad para 10 cartuchos.
  - MP-446C Viking: Versión civil de competición
- MP-353: Versión para el mercado civil, pistola no letal, que únicamente dispara cartuchos con balas de goma.[9]
- MP-472: pistola no letal

## Accesorios
- "крепление Б-8" - raíl Weaver desmontable.
- "2КС+ЛЦУ мини-Клещ" - Combinación de linterna táctica y mira láser que se puede montar bajo el cañón, fabricado por Zenitco.[10]

## Usuarios
- Armenia: El 10 de junio de 2021, el gobierno de Armenia autorizó el uso de pistolas como armas para el personal del servicio de aduanas[11].
- Kazajistán: Usada desde 2007 como pistola de servicio por empresas de seguridad privada.[12]
- Rusia: En 2003, fue adoptada como arma secundaria estándar para todas las ramas de las Fuerzas Armadas de la Federación Rusa;[13] su despliegue continuaba en 2021.[14][15][16][17] Desde septiembre de 2006, se utiliza como pistola en las fuerzas del orden, aunque nunca reemplazó completamente a la Makarov PM. Ha sido adoptada como arma estándar para unidades especiales de la policía (SOBR[18]) y unidades de respuesta rápida de la policía antidisturbios (OMON[18]). Desde 2015, es la pistola de servicio de las Tropas Aerotransportadas de Rusia.[19] Desde 2018, se suministra a la Guardia Nacional de Rusia.[20]

## En la cultura popular
La pistola aparece en videojuegos como Call of Duty: Ghosts, Battlefield 3 y Escape from Tarkov, entre otros.